# Pseudaletia sequax
Pseudaletia sequax är en fjärilsart som beskrevs av John G. Franclemont 1951. Pseudaletia sequax ingår i släktet Pseudaletia och familjen nattflyn. Inga underarter finns listade i Catalogue of Life.